# Hunneckenkammer
Die Hunneckenkammer ist ein 325,7 m ü. NHN hoher Berg im Teutoburger Wald. Er liegt bei Helpup im nordrhein-westfälischen Kreis Lippe.
Der Berg besteht aus Sandstein und ist vollständig bewaldet.

## Geographie

### Lage
Die Hunneckenkammer erhebt sich im Naturpark Teutoburger Wald/Eggegebirge. Ihr Gipfel liegt 3,6 km südöstlich der Kernstadt von Oerlinghausen, 2,8 km südlich des Oerlinghausen Stadtteils Helpup, in dessen Gemarkung der Berg liegt, 1,55 km südsüdwestlich der Helpuper Ortslage Währentrup, 3,1 km westlich von Hörste, einem Stadtteil von Lage, und 5 km nordöstlich von Stukenbrock, einem Stadtteil von Schloß Holte-Stukenbrock.
Nordwestlich befindet sich die Wistinghauser Schlucht und der Tönsberg (336,9 m), östlich der Riesenberg (285,6 m), südöstlich die Stapelager Schlucht mit dem jenseits davon gelegenen Stapelager Berg (365,2 m) und südwestlich, jenseits des Mämerisch (310,2 m), der Ravensberg (304,4 m).
Zu den Fließgewässern nahe der Hunneckenkammer gehören der auf dem Nordhang des Übergangsbereichs zum Tönsberg entspringende Haferbach, einem südlichen Zufluss des Haferbach, und der Massiekbach, einem Zufluss des zum Hörster Bach fließenden Stapelager Bachs.

### Naturräumliche Zuordnung
Die Hunneckenkammer gehört in der naturräumlichen Haupteinheitengruppe Unteres Weserbergland (Nr. 53), in der Haupteinheit Bielefelder Osning (530) und in der Untereinheit Osning-Kamm (530.1) zum Naturraum Brackweder Osning (530.11). Die Landschaft fällt nach Nordosten in die Untereinheit Werther-Oerlinghausener Osning-Vorberge (530.0) in den Naturraum Bielefelder Berge (530.01) ab. Nach Südwesten leitet sie über den Ravensberg in den Naturraum Wistinghäuser Senne (540.01) über, der in der Haupteinheitengruppe Westfälische Bucht (54) und in der Haupteinheit Ostmünsterland (540) zur Untereinheit Senne (540.0) zählt.

## Schutzgebiete
Bis auf den unteren Teil des Osthangs der Hunneckenkammer reicht das Naturschutzgebiet Östlicher Teutoburger Wald (CDDA-Nr. 329562; 2004 ausgewiesen; 23,1953 km² groß) und das Fauna-Flora-Habitat-Gebiet Östlicher Teutoburger Wald (FFH-Nr. 4017-301; 53,0359 km²). Auf dem Berg liegen Teile des Landschaftsschutzgebiets Teutoburger Wald mit Lippischem Wald, Osning-Kamm und östlichem Osning-Vorland (CDDA-Nr. 555553234; 2006; 14,5165 km²) und des Vogelschutzgebiets Senne mit Teutoburger Wald (VSG-Nr. 4118-401; 153,5968 km²).

## Verkehrsanbindung und Wandern
Nördlich vorbei an der Hunneckenkammer verläuft zwischen Währentrup und Hörste die Kreisstraße 11. Südlich vorbei führt im Übergangsbereich zum Mämerisch der Hermannsweg. Dort und um den Berg verläuft der 6,6 km lange Rundwanderweg Währentrup.